# Jarawara
El jarawara (també Jarauara, Yarawara, Jaruára) és una llengua ameríndia que pertany a la família Arawá, parlada per 150 jarawares. Se'l considera un dialecte del jamamadí, cm ho és el banawá. Tot i que són mútuament intel·ligibles, l'entonació i la manera de parlar són marcadament diferents, el jarawara és més ràpid i menys nasal que les altres dues llengües. Són establerts als marges del riu Purus, a l'Estat de l'Amazones (Brasil).
La llengua ha estat estudiada a fons pel lingüista missioner Alan Vogel i Robert Dixon, que han publicat diversos articles, tesis i llibres sobre el tema. L’ortografia jarawara consta d’onze consonants (b, t, k, f, s, h, m, n, r, w, y) i només quatre vocals (a, e, io) i va ser creada el 1988 per membres de la Society International of Linguistics (SIL), tenint en compte l’ortografia del jamamadí, que té pràcticament el mateix inventari fonèmic.

## Fonologia

### Vocals
|         | Anterior | Central | Posterior |
| ------- | -------- | ------- | --------- |
| tancada | i i      |         |           |
| Mitjana | e e      |         | o o       |
| Oberta  |          | a a     |           |

### Consonants
|           |           | Bilabial | Dental | Alveolar | Palatal | Velar | Glotal |
| --------- | --------- | -------- | ------ | -------- | ------- | ----- | ------ |
| Oclusiva  | Sorda     |          | t t    |          |         | k k   |        |
| Oclusiva  | Sorda     | b b      |        |          | j ɟ     |       |        |
| Fricativa | Fricativa | f ɸ      |        | s s      |         |       | h h    |
| Nasal     | Nasal     | m m      | n n    |          |         |       |        |
| líquida   | líquida   |          |        | r r      |         |       |        |
| Semivocal | Semivocal | w w      |        |          |         |       |        |